# Кефисодот (флотоводец)
Кефисодот (? — предположительно, 405 до н. э.) — афинский военачальник, живший в конце V века до н. э.
Был избран стратегом в 406/405 году до н. э. В отличие от других стратегов, о его жизни до избрания ничего не известно. Афинский флот, базировавшийся на Самосе, по-видимому, был неактивным в течение года после битвы при Аргинусах, вероятно, из-за отсутствия средств для выплаты жалованья морякам. Афиняне, согласно Диодору, назначили главнокомандующим Филокла и отправили его на Самос, к Конону. В 405 году до н. э. спартанский флотоводец Лисандр двинулся к проливу Геллеспонт с целью перехвата торговых судов, идущих в Афины из Чёрного моря. Афиняне последовали за ним в Геллеспонт. Им необходимо было победить спартанский флот, так как Лисандр перерезал жизненно важный для афинян торговый путь из Чёрного моря в Эгейское.
После нескольких дней стояния Лисандр воспользовался утратой бдительности афинян и внезапно атаковал. Афинский флот был почти полностью уничтожен. В итоге всех захваченных афинских граждан, кроме Адиманта, было решено казнить. Точно неизвестно, был ли Кефисодот среди числа казнённых. Отсутствие упоминания о нём в источниках, скорее всего, говорит о том, что он либо был казнён либо погиб в последующих событиях.